# Hoya pachyclada
Hoya pachyclada är en oleanderväxtart som beskrevs av Kerr. Hoya pachyclada ingår i släktet Hoya och familjen oleanderväxter. Inga underarter finns listade i Catalogue of Life.